# Coelotes vestigialis
Coelotes vestigialis là một loài nhện trong họ Amaurobiidae.
Loài này thuộc chi Coelotes. Coelotes vestigialis được Yajun Xu & S. Q. Li miêu tả năm 2007.